# جاكسون إدوارد بيتس
جاكسون إدوارد بيتس (بالإنجليزية: Jackson Edward Betts)‏ هو قاضي ومحامي وسياسي أمريكي، ولد في 26 مايو 1904 في فندلي في الولايات المتحدة، وتوفي بنفس المكان في 13 أغسطس 1993. حزبياً، نشط في الحزب الجمهوري. وقد انتخب عضو مجلس النواب الأمريكي.